# Adelajda z Susy
Adelajda z Turynu, Adelajda z Susy (również Adelheid, Adelais, lub Adelina, ur. ok. 1014/1020, zm. 19 grudnia 1091) – od 1034 hrabina (margrabina) marchii Turynu i części Iwrei w północno-zachodnich Włoszech, ostatnia przedstawicielka dynastii, która rządziła ziemiami obejmującymi Piemont po Wybrzeże Liguryjskie, córka Udalryka wywodzącego swój ród od króla Arduina z Iwrei; często błędnie kojarzona jedynie z Susą . Czasami jest porównywana ze swoją kuzynką, żyjącą w tych samych czasach, Matyldą Toskańską.

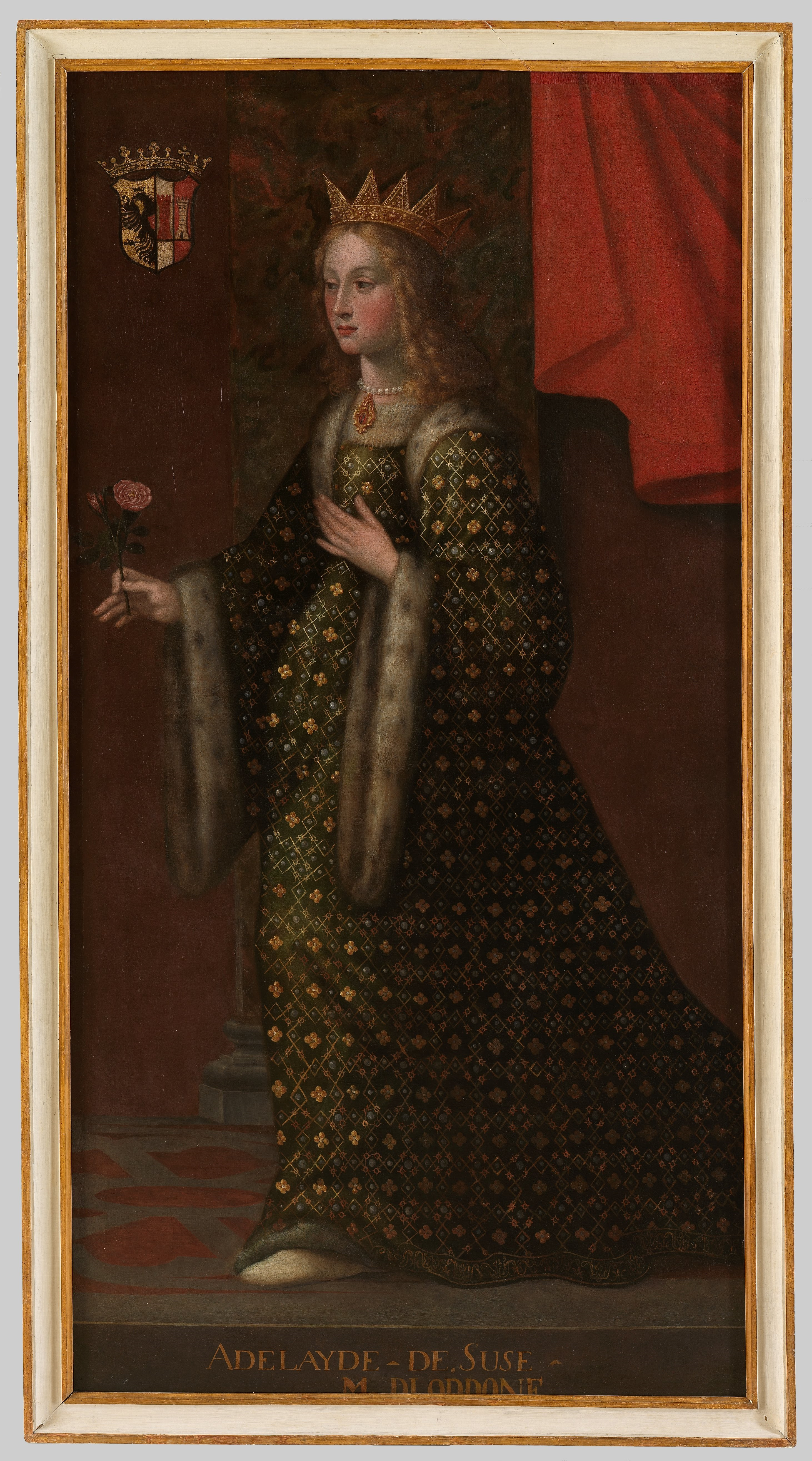
Adelajda z Susy – Google Art Project

## Biografia

### Wczesne życie
Urodziła się prawdopodobnie w Turynie jako córka Udalryka Manfrediego II i Berty ok. 1014/1020. O wczesnych latach jej życia wiadomo niewiele . Miała dwie młodsze siostry, Immillę i Bertę, a być może również nieznanego bliżej brata, który nie przeżył ojca. Po śmierci Udalryka (w grudniu 1033 lub 1034) Adelajda objęła w posiadanie znaczną część ojcowskich włości w margrabstwie Turynu (zwłaszcza w dolinie Susy), Auriate i Asti. Odziedziczyła także włości w hrabstawach Albenga, Alba, Bredulo i Ventimiglia. Prawdopodobnie Berta, matka Adelajdy, była krótko regentką w jej imieniu.

### Małżeństwa
Tytuł margrabiego przede wszystkim miał znaczenie wojskowe, dlatego też cesarz Konrad II w 1036 lub 1037 zaaranżował małżeństwo Adelajdy ze swoim pasierbem, Hermanen IV, który otrzymał inwestyturę na marchię turyńską. Pierwszy mąż Adelajdy zmarł na zarazę w czasie walk za Konrada II w Neapolu w lipcu 1038.
Wdowa wyszła ponownie za mąż, aby zabezpieczyć swoje rozległe włości. Prawdopodobnie w 1041, a z pewnością przed 19 stycznia 1042, Adelajda poślubiła Henryka z Monferratu, który zmarł już ok. 1045. Niezwłocznie został zaaranżowany kolejny ślub Adelajdy, tym razem z Odonem (Ottonem) Sabaudzkim . Z poślubionym w 1046 trzecim mężem miała trzech synów: Piotra I, Amadeusza II i Odona (Ottona), jak też dwie córki, z których Berta wyszła za mąż za cesarza Henryka IV, natomiast Adelajda za Rudolfa Szwabskiego.

### Wdowieństwo i władza
Po śmierci męża 1 marca 1060 Adelajda rządziła marchią turyńską i hrabstwem Sabaudii wraz z synami, najpierw z Piotrem, a następnie z Amadeuszem.
Czasami twierdzi się, że Adelajda opuściła Turyn jako stolicę i zamieszkała w Susie. Pobyt Adelajdy w margrabiowskim pałacu w Turynie jest udokumentowany znacznie częściej niż pobyty gdzie indziej.
W 1070 Adelajda zdobyła i spaliła miasto Asti, które zbuntowało się przeciwko niej.

### Stosunki z cesarstwem
W 1069 roku Henryk IV próbował oddalić córkę Adelajdy, co ochłodziło relacje margrabiny z rodziną cesarską. Zięć otrzymał jednak wsparcie Adelajdy po interwencji Berty, gdy przybył do Włoch, aby ukorzyć się przed papieżem Grzegorzem VII i Matyldą z Toskanii w Kanossie. W zamian za pozwolenie na podróżowanie przez jej ziemie Henryk nadał Adelajdzie Bugey. Adelajda i jej syn Amadeusz towarzyszyli Henrykowi IV i Bercie w Kanossie, gdzie teściowa cesarza występował w roli pośredniczki m.in. wraz z Matyldą i margrabią Mediolanu Albertem Azzonem II. Biskup Benzo Alby wysłał kilka listów do Adelajdy między 1080 i 1082, zachęcając ją do wspierania Henryka IV w wojnach włoskich, które były częścią Sporu o inwestyturę. Adelajda zaproponowała mediację między Henrykiem a Matyldą Toskańską, a może nawet dołączyła do niego w trakcie kampanii w południowych Włoszech w 1084.

### Stosunki z Kościołem
Adelajda uczyniła liczne darowizny dla klasztorów w marchii turyńskiej. W 1064 roku założyła klasztor Santa Maria w Pinerolo.
Korespondowała z wieloma hierarchami Kościoła, w tym papieżami Aleksandrem II i Grzegorzem VII oraz Piotrem Damianim. Listy te świadczą o tym, że Adelajda czasami wspierała reformy gregoriańskie, niekiedy jednak była im przeciwna. Piotr Damiani (w piśmie z 1064) i Grzegorz VII (w piśmie z 1073), polegali na Adelajdzie w wyegzekwowaniu celibatu duchownych oraz ochronie klasztorów Fruttuaria i San Michele Della Chiusa. Aleksander II (w liście z ok. 1066/7) obwiniał jednak Adelajdę za jej postępowanie wobec Gwidona z Velate, który z pomocą symonii został arcybiskupem Mediolanu.

### Śmierć
Adelajda zmarła w grudniu 1091. Według późniejszej legendy została pochowana w kościele parafialnym Canischio (Canisculum), w małej wiosce na Cuorgne w dolinie Orco, gdzie rzekomo mieszkała incognito dwadzieścia dwa lata przed śmiercią. Historyk średniowiecza Charles William Previté-Orton nazwał tę historię absurdalną. W katedrze w Susie, ustawiony w ściennej niszy, znajduje się posąg klęczącej Adelajdy, nad którym został umieszczony napis Questa è Adelaide, cui l'istessa Roma Cole, e primo d' Ausonia onor la nome.

## Rodzina i dzieci
Według późnego austriackiego źródła Adelajda i Herman IV, książę Szwabii, mieli dzieci. Herman uczestniczył w kampanii wojennej przez większość swojego krótkiego małżeństwa z Adelajdą i umarł bez spadkobierców. Adelajda nie miała  dzieci także z drugim mężem Henrykiem.
Adelajda i Otton Sabaudzki mieli pięcioro dzieci:
- Piotr I Sabaudzki, ożenił się z Agnieszką, córką Wilhelma VII, księcia Akwitanii[28]
- Amadeusza II Sabaudzki
- Odon (Otton)[29][30]
- Berta Sabaudzka, wyszła za mąż za Henryka IV, cesarza Świętego cesarstwa Rzymskiego, w czerwcu 1066
- Adelajda Sabaudzka wyszła za mąż za Rudolfa Szwabskiego

## Dziedzictwo
Adelajda jest przedstawiona w instalacji Judy Chicago Kolacja, reprezentuje jedno z 999 imion na Piętrze Dziedzictwa.